# Cunnersdorfer Teiche
Cunnersdorfer Teiche este o arie protejată (arie specială de conservare — SAC, sit de importanță comunitară — SCI) din Germania întinsă pe o suprafață de 104 ha, integral pe uscat.

## Localizare
Centrul sitului Cunnersdorfer Teiche este situat la coordonatele 51°19′20″N 14°02′59″E / 51.3222°N 14.0497°E.

## Înființare
Situl Cunnersdorfer Teiche a fost declarat sit de importanță comunitară în iunie 2002 pentru a proteja 7 specii de animale. Situl a fost protejat și ca arie specială de conservare în aprilie 2011.

## Biodiversitate
Situată în ecoregiunea continentală, aria protejată conține 2 habitate naturale: Lacuri eutrofice naturale cu vegetație de tip Magnopotamion sau Hydrocharition, Păduri de stejar sau de stejar și carpen sub-atlantice și medio-europene de Carpinion betuli.
La baza desemnării sitului se află mai multe specii protejate:
- amfibieni (2): buhai de baltă cu burta roșie (Bombina bombina), triton cu creastă (Triturus cristatus)
- mamifere (5): liliac cârn (Barbastella barbastellus), lupul (Canis lupus), castor (Castor fiber), vidră de râu (Lutra lutra), liliac de iaz (Myotis dasycneme)